# Хуліо Уріарте
Хуліо Уріарте Гарсія (ісп. Julio Uriarte García; нар. 15 грудня 1914, о. Самар, Філіппіни) — іспанський футболіст філіппінського походження, захисник.

## Життєпис
Футбольну кар'єру розпочав 1934 році в «Реал Сарагосі», з міста Сарагоса, в Арагоні. Два сезони відіграв у Сегунді, а в 1936 році «Сарагоса» вперше в своїй історії завоювала путівку до вищого дивізіону іспанського чемпіонату. Проте через громадянську війну в Іспанії національний чемпіонат не проводився майже три роки, тому Уріарте дебютував у Прімері 3 лютого 1939 року в переможному (3:2) поєдинку першого туру проти «Сельти». Того сезону зіграв у всіх матчах «Сарагоси» в чемпіонаті Іспанії та допоміг команді посісти 7-е місце. Наступного сезону також грав у всіх матчах національного чемпіонату, а 22 грудня 1940 року в нічийному (2:2) поєдинку проти «Атлетіка» (Більбао) відзначився дебютним голом у Прімері. За підсумками сезону «Реал» посів передостаннє місце в чемпіонаті та велетів до Сегунди, проте вже через рік повернувся до еліти іспанського футболу. У сезоні 1942/43 років під керівництвом Хасінто Кінкосеса «Сарагоса» знову понизилася в класі. Того сезону Хуліо зіграв у восьми матчах, при чому з 17 січня по 7 березня 1943 року виходив на поле у всіх матчах. Востаннє у футболці «Сарагоси» виходив на футбольне поле 16 травня 1943 року в переможному (1:0) поєдинку проти «Валенсії».

## Досягнення

### Клубні
«Реал Сарагоса»
- Сегунда Дивізіон
  -  Чемпіон (1): 1935/36